# تخطيط البوكر
تخطيط البوكر أو بوكر سكروم، هو أسلوب قائم على الإجماع للتقدير، ويستخدم في الغالب في وضع مربعات الوقت في مبادئ أجايل. عند التخطيط للبوكر، يقوم أعضاء المجموعة بعمل تقديرات من خلال لعب أوراق مرقمة مقلوبة على الطاولة، بدلًا من التحدث بها بصوت عالٍ. يتم الكشف عن البطاقات، ثم تتم مناقشة التقديرات. من خلال إخفاء الأرقام بهذه الطريقة، يمكن للمجموعة تجنب التحيز المعرفي للرسو، حيث يمثل الرقم الأول الذي يتم التحدث به بصوت عالٍ سابقة للتقديرات اللاحقة.
تخطيط البوكر هو شكل مختلف من طريقة دلفي ذات النطاق العريض. يتم استخدامه بشكل شائع في تطوير البرمجيات الرشيقة، لا سيما في سكروم والبرمجة القصوى.
تم تعريف هذه الطريقة وتسميتها لأول مرة بواسطة جيمس جرينينج عام 2002 ثم تم نشرها لاحقًا بواسطة مايك كون في كتاب رشيق التقدير والتخطيط، الذي تميزت تجارة شركته بالمصطلح وأداة رقمية عبر الإنترنت.

## العملية

### السبب
سبب استخدام تخطيط البوكر هو تجنب تأثير المشاركين الآخرين. إذا تم نطق رقم ما، فقد يبدو وكأنه اقتراح ويؤثر على حجم المشاركين الآخرين. يجب أن يجبر التخطيط للعبة البوكر الناس على التفكير بشكل مستقل واقتراح أرقامهم في وقت واحد. يتم تحقيق ذلك من خلال مطالبة جميع المشاركين بإظهار بطاقاتهم في نفس الوقت.

### الأدوات
يعتمد تخطيط لعبة البوكر على قائمة الميزات التي سيتم تسليمها، وعدة نسخ من مجموعة أوراق اللعب، واختياريًا، مؤقت البيض الذي يمكن استخدامه للحد من الوقت الذي يقضيه في مناقشة كل عنصر.
تصف قائمة الميزات، التي غالبًا ما تكون قائمة بقصص المستخدمين، بعض البرامج التي يجب تطويرها.
البطاقات الموجودة على ظهر السفينة بها أرقام. يحتوي السطح النموذجي على بطاقات توضح تسلسل فيبوناتشي بما في ذلك: 0، 1، 2، 3، 5، 8، 13، 21، 34، 55، 89؛ تستخدم الطوابق الأخرى تدرجات متشابهة مع نسبة ثابتة بين كل قيمة، مثل: 1، 2، 4، 8، إلخ.
السبب في استخدام متتالية فيبوناتشي بدلًا من مجرد مضاعفة كل قيمة لاحقة هو أن تقدير مهمة على أنها مضاعفة الجهد تمامًا مثل مهمة أخرى يكون دقيقًا بشكل مضلل. يجب تقييم المهمة التي تتطلب ضعف جهد 5، على أنها إما أقل بقليل من الضعف 8 أو أكثر من الضعف 13.
تستخدم العديد من الطوابق المتاحة تجاريًا التسلسل: 0، 1، 2، 3، 5، 8، 13، 20، 40، 100، واختياريًا؟ (غير متأكد)، رمز اللانهاية (لا يمكن إكمال هذه المهمة)، وكوب قهوة (أحتاج إلى استراحة، وسأعد بقية قهوة الفريق). السبب في عدم اتباع تسلسل فيبوناتشي بعد 13 هو أن شخصًا ما قال لمايك كوهن "يجب أن تكون متأكدًا جدًا من تقدير هذه المهمة على أنها 21 بدلًا من 20" يشير استخدام الأرقام التي تحتوي على رقم واحد فقط من الدقة (بإستثناء 13) إلى عدم اليقين في التقدير. بدلًا من ذلك، يمكن استخدام أوراق اللعب القياسية من Ace و2 و3 و5 و8 وKing. حيث يعني King: "هذا العنصر كبير جدًا أو معقد جدًا بحيث لا يمكن تقديره". "رمي King" ينهي مناقشة العنصر للسباق الحالي.
عندما لا تكون الفرق في نفس المواقع الجغرافية، يمكن استخدام البرامج التعاونية عبر الإنترنت كبديل للبطاقات المادية. توجد العديد من تطبيقات الويب وتطبيقات الهاتف المحمول لهذا الغرض.

### اجتماع التقدير
في اجتماع التقدير، يتم إعطاء كل مقدر مجموعة واحدة من البطاقات. تحتوي جميع الطوابق على مجموعات متطابقة من البطاقات فيها.
يُعقد الاجتماع على النحو التالي:
- الوسيط، الذي لن يلعب، يرأس الاجتماع.
- يقدم "مالك المنتج" لمحة موجزة عن قصة مستخدم واحد ليتم تقديرها. يتم إعطاء الفريق فرصة لطرح الأسئلة ومناقشة لتوضيح الافتراضات والمخاطر. يتم تسجيل ملخص المناقشة، على سبيل المثال من قبل المنسق.
- يضع كل فرد بطاقة مقلوبة تمثل تقديرهم للقصة. تختلف الوحدات المستخدمة - يمكن أن تكون مدة أيام أو أيام مثالية أو أحجام قمصان[5] أو نقاط قصة. أثناء المناقشة، يجب عدم ذكر التقديرات على الإطلاق فيما يتعلق بحجم الميزة لتجنب الارتساء.
- الكل ينادي بطاقاتهم في وقت واحد عن طريق قلبها.
- يتم إعطاء الأشخاص الذين لديهم تقديرات عالية وتقديرات منخفضة علبة صابون لتقديم مبرراتهم لتقديرهم ثم تستمر المناقشة.
- كرر عملية التقدير حتى يتم التوصل إلى توافق في الآراء. المطور الذي كان من المحتمل أن يمتلك الناتج لديه جزء كبير من "التصويت بالإجماع"، على الرغم من أن الوسيط يمكنه التفاوض حول الإجماع.
- لضمان تنظيم المناقشة؛ يجوز للمنسق أو مالك المنتج في أي وقت أن يقلب مؤقت البيض، وعندما ينفد الوقت، يجب أن تتوقف كل المناقشات ويتم لعب جولة أخرى من البوكر. يتم إعادة تقديم الهيكل في المحادثة بواسطة صناديق الصابون.

يتم ترقيم البطاقات لأنها يجب أن تأخذ في الاعتبار حقيقة أنه كلما زاد طول التقدير، زاد عدم اليقين فيه. وبالتالي، إذا أراد مطور لعب 6، فإنه يضطر إلى إعادة النظر وإما أن يعمل من خلال ذلك بعض عدم اليقين المدرك غير موجود ويلعب 5، أو يقبل تقديرًا متحفظًا لحساب عدم اليقين ويلعب 8.

## أدوات على الإنترنت
| الاسم              | المسار                         | المؤلف        | التسجيل مطلوب؟ | قيود الطبقة المجانية |
| ------------------ | ------------------------------ | ------------- | -------------- | -------------------- |
| planningpoker.com  | https://www.planningpoker.com/ | مايك كوهن     | نعم            | 5 مستخدمون كحد أقصى  |
| point.poker        | https://www.point.poker/       | ماثيو روبنسون | لا             | لا أحد               |
| pointing poker.com | https://www.pointingpoker.com/ | مات روي       | لا             | لا أحد               |
| teaminal.com       | https://www.teaminal.com/      | براد سيمانتل  | نعم            | 15 مستخدمًا كحد أقصى  |
| smartguess.is      | https://smartguess.is          | بيورن جونسون  | نعم            | 10 مستخدمون          |